# Eugalta furcifera
Eugalta furcifera là một loài tò vò trong họ Ichneumonidae.